# Барицентар
Барицентар (грч. βαρύ-ς + κέντρ-ον) или центар масе термин је којим се у астрономији означава тачка око које се крећу различита небеска тела двоструког или вишеструког система. Тако се центар масе двојног система Земља–Месец налази на око 4.670 км од самог средишта Земље (на вредности од око 74% полупречника Земље) и та замишљена тачка се креће око Сунца по елиптичној путањи.
То значи да код сваког двојног система барицентар представља једно од жаришта елиптичних путања оба тела по којима се они крећу. За одређивање удаљености барицентра од средишта једног небеског тела (као пример може послужити прва илустрација) користи се следећа математичка формула:
{\displaystyle r_{1}=a\cdot {M_{2} \over M_{1}+m_{2}}={a \over 1+M_{1}/M_{2}}}
a – удаљеност између два небеска тела (између њихових средишта);;
M1 i M2 - масе првог и другог небеског тела.
У најједноставнијим случајевима два небеска тела се гибају концентричним кружницама и у том случају центрипетално убрзање је узроковано силом гравитације. Сила између маса M1 и M2 једнака је:
{\displaystyle F=G{\frac {M_{1}M_{2}}{r^{2}}}\ }
Убрзање једног тела је:
{\displaystyle g_{1}=G{\frac {M_{2}}{r^{2}}}\ }
док је убрзање другог тела:
{\displaystyle g_{2}=G{\frac {M_{1}}{r^{2}}}\ }
Свако појединачно убрзање одређено је масом оног другог тела. Сила између тела је стална и самим тим оба убрзања су стална уколико је и размак између тела (r) сталан (што је испуњено искључиво код концентричних кружница). У поменутом случају оба тела у истом временском интервалу направе један пуни круг по кружници те је збир радијуса њихових путања једнак размаку између два тела: 
{\displaystyle r_{1}+r_{2}=r}
У том случају се и орбиталне брзине налазе у истом односу као и пречници орбита:
{\displaystyle {\frac {v_{1}}{v_{2}}}={\frac {r_{1}}{r_{2}}}}
У осталим случајевима размак два тела од барицентра обрнуто је размеран њиховим масама:
{\displaystyle {\frac {r_{1}}{r_{2}}}={\frac {M_{2}}{M_{1}}}}
Повећањем једне масе на рачун друге центар масе се увек креће ка оном масивнијем телу. 
Све ово практично значи да се на елипси која обилази око Сунца не налази само средиште Земље већ барицентар двојног система Месец–Земља. Самим тим ни Месечева путања око Сунца није права елипса. 
Исти случаје је и са звездама у чијим близинама се налазе масивнији објекти који утичу на њихово гибање. 